# Vladimír Růžička senior
Vladimír Růžička senior (* 6. Juni 1963 in Most, Tschechoslowakei) ist ein ehemaliger tschechischer Eishockeyspieler und derzeitiger -trainer. Während seiner aktiven Zeit in Nordamerika absolvierte er insgesamt 263 Spiele in der National Hockey League für die Edmonton Oilers, Boston Bruins und Ottawa Senators. Zudem war er über viele Jahre Cheftrainer der tschechischen Nationalmannschaft.

## Karriere als Spieler
Vladimír Růžička begann seine Karriere beim CHZ Litvínov, für den er während der Saison 1979/80 in der 1. Liga der Tschechoslowakei debütierte. Im Sommer 1982 wurde er beim NHL Entry Draft 1982 in der vierten Runde an 73. Stelle von den Toronto Maple Leafs ausgewählt, spielte aber bis Mitte der Spielzeit 1989/90 für den HC Dukla Trenčín und CHZ Litvínov und steigerte seine Punkteausbeute von Jahr zu Jahr. Er gewann während dieser Zeit zweimal die Wahl zum herausragenden tschechoslowakischen Spieler, den Zlatá hokejka. Seine erste Station in Nordamerika waren die Edmonton Oilers, die die NHL-rechte an Růžička für einen Draft-Pick von den Maple Leafs erworben hatten. Die Oilers gewannen den Stanley Cup der Saison 1989/90. Da Vladimír Růžička während der Play-offs nicht zum Einsatz kam, wurde sein Name nicht auf dem Pokal eingraviert. Im Oktober 1990 wurde Růžička für Greg Hawgood an die Bruins abgegeben, wo er während der Saison 1991/92 39 Tore und 36 Assists erzielen konnte.
Nach der Saison 1992/93 lief sein Vertrag bei den Bruins aus und die Senators verpflichteten ihn als Free Agent im August 1993. Über den EV Zug kehrte er 1994 nach Tschechien zurück und spielte bis zu seinem Rücktritt beim HC Slavia Prag in der tschechischen Extraliga. Bei seinem Abschiedsspiel traten die Vladimír Růžička-Allstars gegen das Jágr Team an, das mit einem 12:12-Unentschieden endete. Die beiden Mannschaften bestanden aus ehemaligen und aktiven NHL-Spielern, ehemaligen Stars der tschechoslowakischen 1. Liga und Vladimír Růžička Junior, der mit seinem Vater in einer Reihe spielte.

### International
Vladimír Růžička hat im Laufe seiner Karriere an allen großen internationalen Titelkämpfen teilgenommen. Mit der tschechoslowakischen Nationalmannschaft gewann er eine Gold-, eine Silber- und zwei Bronzemedaillen bei Weltmeisterschaften und die Silbermedaille bei den Olympischen Winterspielen 1984 in Sarajevo. Nach der Teilung seines Heimatlandes gewann er mit der tschechischen Nationalmannschaft die Goldmedaille bei den Olympischen Winterspielen 1998 in Nagano. Insgesamt absolvierte er über 200 Länderspiele, in denen er 112 Tore erzielte.

## Karriere als Trainer
Nach seinem Rücktritt 2000 begann Vladimír Růžička, als Trainer des HC Slavia Prag zu arbeiten. In der Saison 2002/03 führte er sein Team zur tschechischen Meisterschaft. Ab 2002 betreute er außerdem die tschechische Nationalmannschaft als Co-Trainer, beendete diese Tätigkeit aber 2004. Kurze Zeit später verstarb der Cheftrainer der Auswahlmannschaft, Ivan Hlinka. Daraufhin übernahm  Vladimír Růžička vorübergehend dieses Amt und führte die Tschechen zum Gewinn der Goldmedaille bei der Eishockey-Weltmeisterschaft 2005.
Nach dem enttäuschenden Abschneiden der Nationalmannschaft bei der Weltmeisterschaft 2008 trat Nationaltrainer Alois Hadamczik zurück und Růžička übernahm dessen Posten bei der Nationalauswahl, blieb aber auch Trainer von Slavia Prag. Nach dem Gewinn der Eishockey-Weltmeisterschaft 2010 gab er den Nationaltrainer-Posten wieder an Alois Hadamczik ab. Růžička kehrte im Februar 2014 erneut als Nationaltrainer zurück, sein Amt bei Slavia gab er zum Saisonende 2013/14 auf.
Seit Mai 2015 ist Růžička Cheftrainer beim Extraliga-Aufsteiger Piráti Chomutov und erhielt dort einen Zehnjahresvertrag. Im Juni 2015 trat er von seinem Amt als Nationaltrainer nach Korruptionsvorwürfen zurück, um einer möglichen Entlassung durch den tschechischen Verband zuvorzukommen. Nach dem Abstieg der Piráti Chomutov aus der Extraliga im Frühjahr 2019 einigte sich Růžička mit dem Klub auf eine Vertragsauflösung, da man sich nicht auf gemeinsame sportliche und wirtschaftliche Ziele für den Klub einigen konnte.
Im August 2019 wurde er zunächst sportlicher Berater des SK Kadaň, ehe er im Oktober 2019 einer der beiden Cheftrainer des Mountfield HK wurde. In der Saison 2020/2021 war er alleiniger Cheftrainer des Klubs, erreichte mit dem Team das Viertelfinale der Playoffs und erhielt anschließend keine Vertragsverlängerung. Anschließend kehrte er zum SK Kadaň zurück, diesmal als Trainer, ehe er im November 2021 Cheftrainer des HC Litvínov wurde. Im Oktober 2022 wurde er entlassen und betreute in der Folge die U17-Junioren des Clubs.

## Erfolge und Auszeichnungen
| - 1979 Goldmedaille bei der U18-Junioren-Europameisterschaft - 1981 Silbermedaille bei der U18-Junioren-Europameisterschaft - 1981 Topscorer und All-Star-Team der U18-Europameisterschaft - 1982 Silbermedaille bei der U20-Junioren-Weltmeisterschaft - 1982 All-Star-Team der U20-Junioren-Weltmeisterschaft - 1983 Silbermedaille bei der Junioren-Weltmeisterschaft - 1983 Topscorer und All-Star-Team der U20-Junioren-Weltmeisterschaft - 1983 Silbermedaille bei der Weltmeisterschaft - 1984 Silbermedaille bei den Olympischen Winterspielen - 1985 Goldmedaille bei der Weltmeisterschaft, Wahl ins All-Star-Team - 1986 Gewinner des Zlatá hokejka | - 1987 Bronzemedaille bei der Weltmeisterschaft - 1988 Gewinner des Zlatá hokejka, Topscorer und All-Star-Team der 1. Liga - 1989 Bronzemedaille bei der Weltmeisterschaft - 1989 Topscorer der 1. Liga - 1998 Goldmedaille bei den Olympischen Winterspielen - 2003 Tschechischer Meister mit HC Slavia Prag - 2004 Vizemeister mit HC Slavia Prag - 2005 Goldmedaille bei der Weltmeisterschaft - 2008 Tschechischer Meister mit HC Slavia Prag - 2009 Trainer des Jahres der Extraliga - 2010 Goldmedaille bei der Weltmeisterschaft |

## Sonstiges
Sein Sohn Vladimír Růžička junior ist ebenfalls Eishockeyspieler.